# بارویر سواگ
بارویرْ سِواک (به ارمنی: Պարույր Սևակ) (زادهٔ ۲۶ ژانویه ۱۹۲۴ - درگذشته ۱۷ ژوئن ۱۹۷۱) یک شاعر و چهرهٔ سیاسی ارمنستان است.

## زندگی

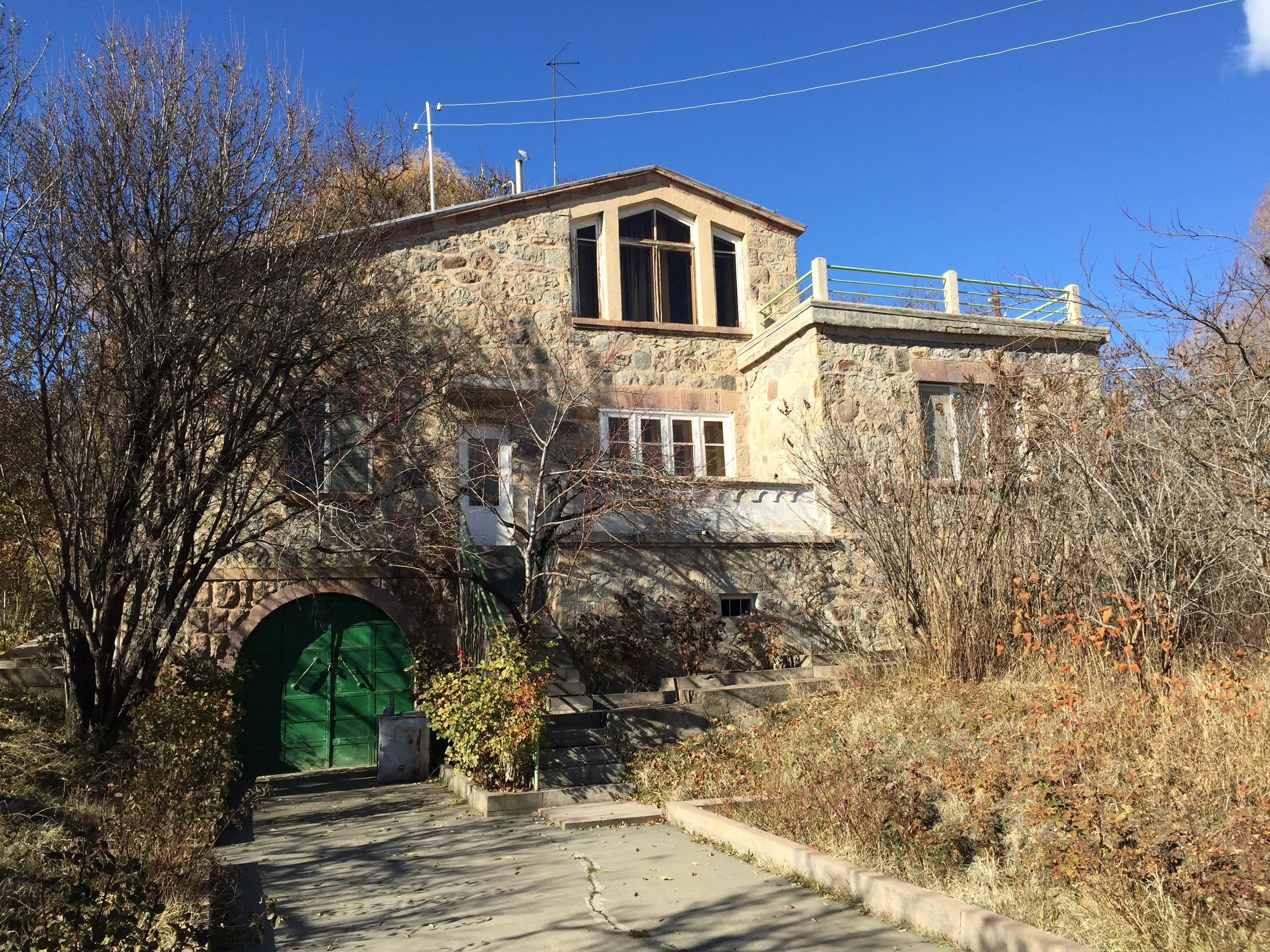
خانه بارویر سواگ

بارویر قازاریان (به ارمنی: Պարույր Ղազարյան) متخلص به بارویر سِواگ شاعر، ادیب و فعال ادبی در ۲۶ ژانویه سال ۱۹۲۴ در خانواده‌ای روستایی در روستای سووِداشن، استان آرارات ارمنستان متولد شد.
خانوادهٔ وی حدود یک قرن پیش از آن از ناحیهٔ خوی به ارمنستان کوچ کرده بودند و بارویر سواگ پس از رافی، داستان‌نویس قرن نوزدهم و یقیشه چارنتس، شاعر انقلابی سال‌های ۱۹۳۰–۱۹۲۰، که خود از قربانیان تصفیه‌های استالینی محسوب می‌شود، سومین نویسندهٔ بزرگ ارمنی است که اصل و نسب وی به ایران و ارمنیان ساکن در این سرزمین می‌رسد. ارتباط بارویر سواگ با ایران تنها به اصل و نسب وی باز نمی‌گردد. او که فارغ‌التحصیل «مؤسسهٔ ادبیات گورکی» در مسکو و نیز از استادان این مؤسسه بود، پایان‌نامهٔ دکتری خود را دربارهٔ زندگی و آثار سایات نوا، ترانه‌سرای ارمنی قرن هجدهم، که ارتباط بی‌واسطه‌اش با شعر عاشقانهٔ فارسی واقعیتی انکار ناپذیر است، نوشته است.
در سال‌های ۵۱–۱۹۴۶ با نشریه «آوانگارد» و روزنامه ادبی و بخش ادبی «انجمن روابط فرهنگی با جماعت ارمنیان پراکنده» همکاری کرد. از سال ۱۹۶۳ عهده‌دار مسئولیت‌های کارشناس ارشد علمی انستیتوی ادبی آکادمی علوم ارمنستان بود. در سال‌های ۱۹۶۶ تا ۱۹۷۱ دبیر هیئت رئیسه انجمن نویسندگان ارمنستان بود. در سال ۱۹۶۷ به عضویت شورای عالی ارمنستان برگزیده شد.
اولین مجموعهٔ شعر بارویر سواگ، «جاودانگان چنین می‌فرمایند» در ۱۹۴۸ چندان مورد توجه قرار نگرفت، اگر چه برخی از منتقدان نشانه‌هایی از قریحه را در وی مشاهده کرده بودند. منظومه‌های بعدی «دوستی آشتی ناپذیر» در ۱۹۵۳، «جادهٔ عشق» در ۱۹۵۴ و «همچنان با تو» در ۱۹۵۷ نیز از این نظر که به مضامینی چون روابط شخصی و عاشقانه می‌پرداختند از دیدگاه جامعه‌گرایی رسمی چندان مطلوب نبودند و دردسرهایی برای شاعر به وجود آوردند اما انتشار منظومهٔ بلند «ناقوس خاموشی ناپذیر»، در ۱۹۵۹ به یکباره بارویر سواگ را به شاعری ملی مبدل ساخت و شعر او در تهران و بیروت نیز تجدید چاپ شد.

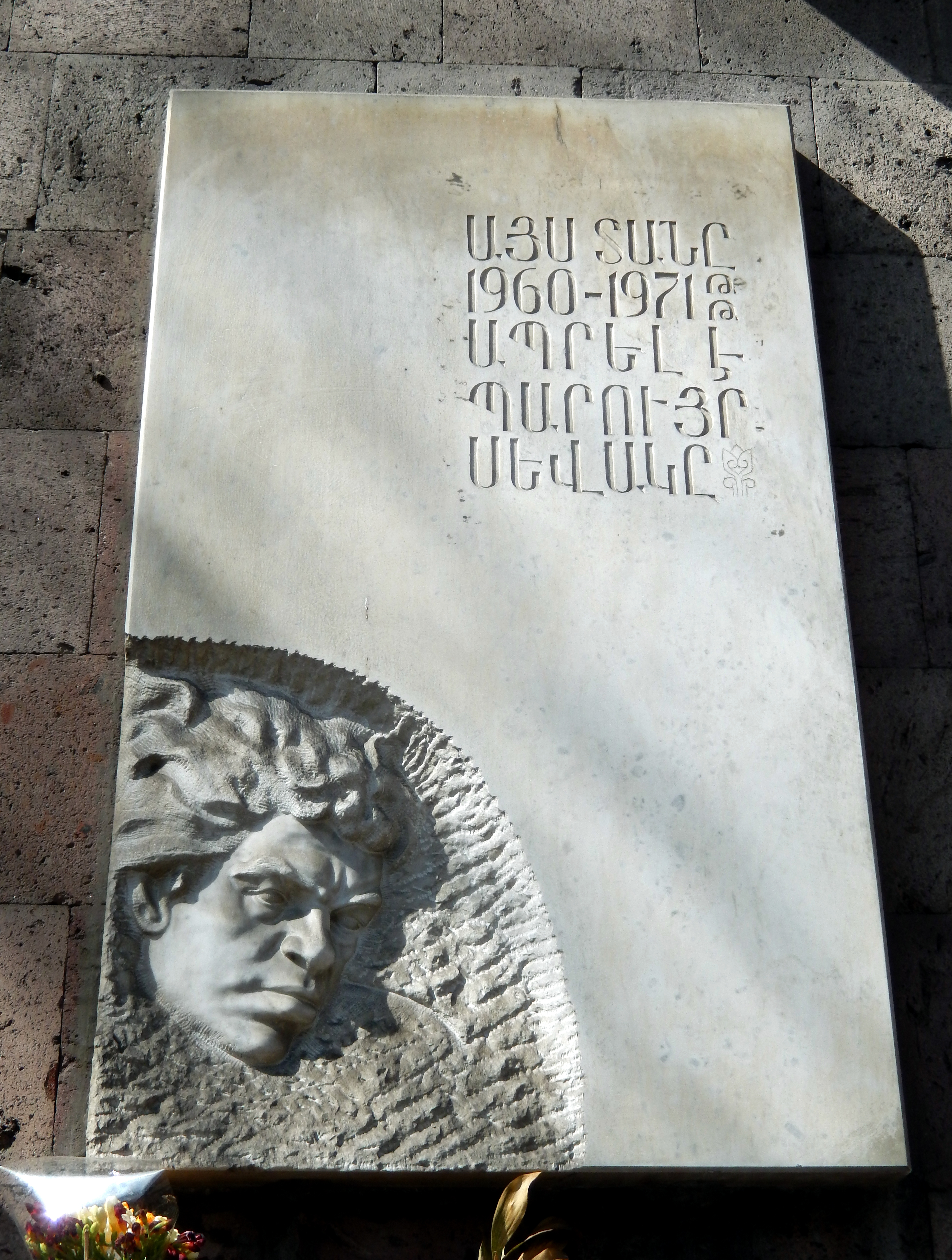

علت استقبال عام ارمنیان از این کتاب بیشتر از ارزش‌های ادبی به موضوع آن مربوط می‌شود. شاعر در این منظومه با تکیه بر زندگی کومیتاس وارداپت، موسیقی‌دان بزرگ ارمنی، به وقایع جنگ جهانی اول و نسل‌کشی ارمنی‌ها می‌پردازد و در واقع، سکوت چندین دهه را در مورد موضوعی ممنوعه درهم می‌شکند.
شهرت بارویر سواگ به منزلهٔ شاعری سنت شکن و نوآور با مجموعهٔ «انسان در کف دست» در ۱۹۶۴، شروع و با آخرین مجموعه‌اش، «بگذار روشنایی باشد» در ۱۹۶۹ به اوج می‌رسد.

## افکار و سبک شعری بارویر سواگ
نقد بوروکراسی حزبی، فساد و ریاکاری و دفاع از حقوق و ارزش‌های انسانی با زبانی کاملاً غریب و نامأنوس در شعر سواگ آغاز فصلی جدید را در تاریخ شعر ارمنی نوید می‌دهد. بارویر سواگ ساختار منظم و منطقی کلام را دگرگون کرد. او با توسل به تداعی‌های گسسته و تصاویری غیر شاعرانه ارتباط بی‌واسطه‌تری با اشیاء و دنیای اطراف خود برقرار می‌سازد و خوانندهٔ اشعارش را وامی‌دارد تا به تدریج با کلام او اُنس گیرد و وضع و سرنوشت خویش را همچون کف‌بینی از درون اشعار وی بخواند.
بارویر سواگ شاعر را «منشی خداوند» نامیده است؛ یعنی، آن که از راه گرته‌برداری از کلمات پیر و فرسوده جهان آفرینش را بازنویسی می‌کند. این دیدگاه، که بارویر سواگ در اشعار و مقالات خود زوایای آن را می‌شکافد، از بسیاری جهات یادآور نظریهٔ آشنایی‌زدایی فرمالیست‌های روسی است که از اولین قربانیان سیاست‌های فرهنگی در شوروی دههٔ ۱۹۲۰ بودند.
بنابر این نظریه کلمات و دیگر شکل‌های زبانی در اثر تکرار و عادت به مرور از بار معنایی و مهم‌تر از آن از بار عاطفی تهی می‌شوند و در نتیجه، قدرت بیانی یا به عبارت صحیح‌تر رابطهٔ ابتدایی و بلافصل خود را با واقعیتی که وظیفهٔ بیان آن را دارند از دست می‌دهند لذا کار شاعر بازآفرینی آن رابطهٔ بلافصل از طریق آشنایی‌زدایی یا غریبه سازی است.
از این نظر بارویر سواگ شاعری واقع گراست. وی زیبایی‌ها و بیشتر ناهنجاری‌های زندگی را با حساسیتی فراوان و تصاویری بدیع به تصویر می‌کشد و از منظر آرمان‌های بزرگ بشری بر نابسامانی‌های اخلاقی و اجتماعی قرن می‌تازد لذا شعر او شعری است انسان‌گرا که در عین تازگی و برندگی از بازی‌های افراطی نوگرایانه به دور است.

### مرگ

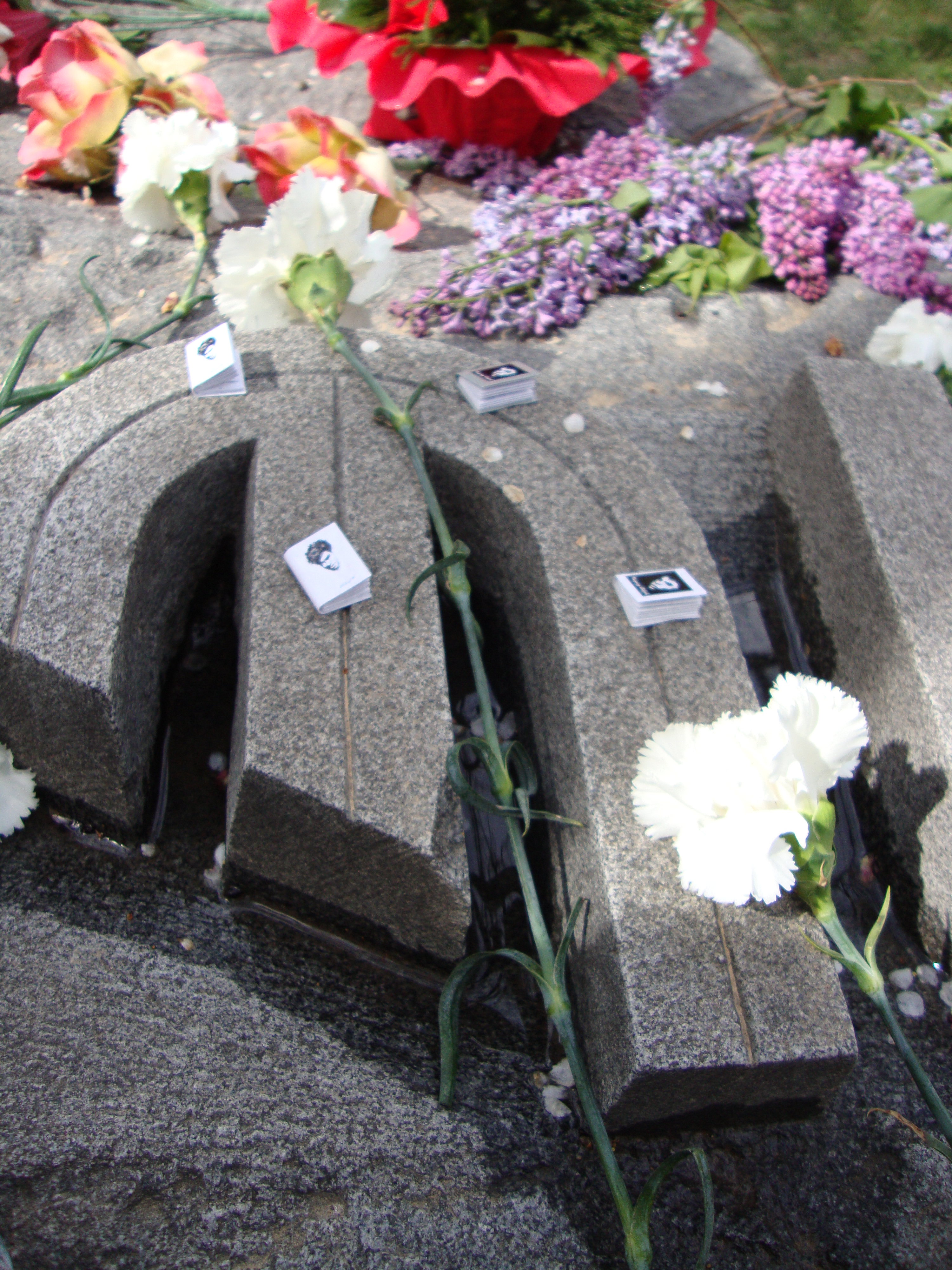
آرامگاه بارویر سواگ

بارویر سواگ در روز ۱۷ ژوئن ۱۹۷۱ در اوج شکوفایی استعدادهایش در یک حادثهٔ رانندگی کشته شد، همان گونه که خود در یکی از اشعارش مرگی ناگهانی را آرزو کرده بود. این حادثه شایعاتی را مبنی بر قتل سیاسی برسر زبان‌ها انداخت که البته از طرف هیچ منبع موثقی تأیید نشده‌است.

## شعری از بارویر سواگ به نام (تو)
| تو تنها دو حرف - تو یک ضمیر معمولی  |  | که فقط با دو حرف ساده خود سرشاری این جهان را از آن من می‌کنی |
| تو تنها دو حرف                      |  | و من چو خاک بهاری به گرمای زندگی آفرین تو انس می‌گیرم        |
| تو تنها دو حرف                      |  | که با تکرارت اینک من طعم خوشبختی را در دهان خود احساس می‌کنم |
| جدائی را دهان می‌دوزم تا کلامی نگوید |  | و اطاعت فرمان رنج را پا سست می‌کنم                           |
| تو تنها دو حرف                      |  | و من، نازنین! از خود خویشتن رها                             |
| به خیل نوابغی که خواهند آمد         |  | و قهرمانانی که غبار گشته‌اند می‌پیوندم                        |
| تو تنها دو حرف                      |  | و وقتی که ناگهان رها می‌کنی مرا و دور می‌شوی                  |
| چون خانهٔ متروکی ترک برمی‌دارم        |  | دیوارهایم آوار می‌شوند و بی صاحب                             |
| و اندوه چون موریانه‌ها               |  | در تیرها و ستون‌ها و بامم آشیان می‌سازد                       |
| تو تنها دو حرف                      |  | تو یک ضمیر معمولی                                           |

## آثار
اشعار بارویر سواک به چندین زبان ترجمه شده که نمونه‌هایی از آن با ترجمهٔ فارسی تقدیم می‌شود.
- ۱۹۴۸ - جاودانگان چنین می‌فرمایند
- ۱۹۵۳ - دوستی آشتی ناپذیر
- ۱۹۵۴ - جادهٔ عشق
- ۱۹۵۹ - ناقوس خاموشی ناپذیر
- ۱۹۶۴ - انسان در کف دست
- ۱۹۶۹ - سایات نوا
- ۱۹۶۹ - بگذار روشنایی باشد